# Лі Дон Ук
Лі Дон Ук (кор. 이동욱, 李棟旭, нар. 6 листопада 1981, Сеул, Південна Корея) — південнокорейський актор, телеведучий, артист та модель. Найбільш відомий своїми ролями у дорамах «Моя дівчина» (2005), «Аромат жінки» (2011), «Королівський готель» (2014), «Гоблін» (2016—2017), «Життя» (2018), «Доторкнутися твого серця» (2019) «Незнайомці з пекла» (2019) і «Легенда про Куміхо» (2020). Крім того, він також відомий як ведучий ток-шоу «Сильне серце» (2012—2013), чоловічого реаліті-шоу на виживання «Produce X 101» (2019) та свого власного ток-шоу «Лі Дон Ук хоче поговорити» (2019).

## Біографія
Лі Дон Ук народився 6 листопада 1981 року у столиці Республіки Корея місті Сеул. Свою акторську кар'єру він розпочав у 1999 році знявшись в епізодичній ролі у серіалі, у наступні декілька років він здебільшого отримував другорядні ролі у серіалах. Першою головною роллю для актора стала роль у романтично-комедійному серіалі «Моя дівчина». Вдало зіграна роль спадкоємця одного з найкращих готелів Кореї, зробила з Дон Ука зірку корейської хвилі. У наступне десятиліття Дон Ук зіграв головні ролі в численних серіалах, серед яких романтичний серіал «Аромат жінки», комедійний «Дика романтика» та історичний «Втеча в Чосон». У кінці 2016 року актор отримав одну з головних ролей у фентезійно-романтичному серіалі «Гоблін». Незважаючи на те, що серіал транслювався на кабельному каналі, він зібрав неочікувано велику авдиторію та став другим за рейтингом серіалом виробництва tvN з часів виникнення каналу та п'ятим в історії корейського кабельного телебачення загалом. Після закінчення зйомок серіалу Дон Ук вирушив в тур Кореєю та іншими країнами, в межах якого було організовано зустрічі з фанатами актора.
У 2018 році Дон Ук був почесним послом зимових Олімпійських та Паралімпійських ігор у Пхьончхані. У лютому 2019 року відбудеться прем'єра нового серіалу головну роль в якому зіграв Дон Ук.
В 2019 Лі знявся в романтичній комедії «Доторкнися твого серця», зігравши адвоката-трудоголіка. У тому ж році він був затверджений на роль ведучого четвертого сезону шоу «Produce X 101». Потім він зіграв дантиста — головного антагоніста в дорамі-трилері «Незнайомці з пекла». Він також почав вести власне ток-шоу «Лі Дон Ук хоче поговорити», щоб відсвяткувати 20-річчя від дня свого дебюту.
У 2020 році Лі знявся у фантастичній драмі «Легенда про Куміхо» в ролі дев'ятихвостого лиса, який раніше був гірським богом, а тепер працює державним службовцем. Лі Дон Ук та Кім Бом зіграють також у 2 сезоні дорами. Було підтверджено, що актор з'явиться в романтичній комедії «Самотні в Сеулі» разом із Лім Су Джон.
2021 року він зіграв у романтичній комедії Квак Че Йона «З новим роком». У цьому ж році знявся в оригінальній дорамі iQIYI «Поганий і божевільний», яка вийшла в ефір у грудні 2021.

## Служба в армії
З серпня 2009 по червень 2011 актор проходив обов'язкову для чоловіків службу в збройних силах Республіки Корея.

## Фільмографія

### Телевізійні серіали
| Рік       | Назва                                   | Роль                                           | Мережа  |
| --------- | --------------------------------------- | ---------------------------------------------- | ------- |
| 1999      | «Тренування»                            |                                                | KBS2    |
| 1999      | «Існує світ поза дорогою»               | Лі Сонджун                                     | MBC     |
| 1999–2000 | «Школа» (2 сезон)                       | Лі Кансан (з 32 по 42 серію)                   | KBS1    |
| 2000      | «Таємниця»                              | Кан Хьонсу                                     | MBC     |
| 2000–2001 | «Школа» (3 сезон)                       | Лі Кансан                                      | KBS1    |
| 2001      | «Сім'я, що мріє»                        | Хон Чан                                        | KBS2    |
| 2001      | «Чотири сестри»                         | Лі Хансу (1 серія)                             | MBC     |
| 2001      | «Голь Пан Гі»                           | Лі Донук (з 167 по 247 серію)                  | SBS     |
| 2001      | «Риба в кінці моря»                     | Бьонсе                                         | MBC     |
| 2001      | «Чисте серце»                           | Чан Хогу                                       | KBS2    |
| 2001      | «Хованки» (міська драма)                | детектив Хан                                   | KBS2    |
| 2001      | «Безупинний»                            | Пак Сонджін (252 серія)                        | SBS     |
| 2001–2002 | «Це кохання»                            | Лі Чехьон (з 46 по 172 серію)                  | KBS1    |
| 2002      | «Це ідеально!»                          | Лі Донук (з 36 по 74 серію)                    | SBS     |
| 2002      | «Щасливіший ніж на небі» (міська драма) | Пак Чунйон                                     | KBS2    |
| 2002      | «Ходімо»                                | Лі Донук                                       | SBS     |
| 2002      | «Кохати тебе»                           | Лі Мін                                         | KBS2    |
| 2002–2003 | «Чесне життя»                           | Лі Донук (з 1 по 123 серію та камео 232 серія) | SBS     |
| 2003      | «Земля вина»                            | Сон Доїль                                      | SBS     |
| 2003–2004 | «Карусель»                              | Пак Сунпьо                                     | MBC     |
| 2004      | «Вчитель з острівного села»             | Чан Чеду                                       | SBS     |
| 2004–2005 | «Дорогоцінна родина»                    | Ан Чонхван                                     | KBS2    |
| 2005      | «Ханойська наречена»                    | Пак Ину                                        | SBS     |
| 2005–2006 | «Моя дівчина»                           | Соль Кончхан                                   | SBS     |
| 2008      | «Гірке та солодке життя»                | Лі Чунсу                                       | MBC     |
| 2009      | «Партнер»                               | Лі Теджо                                       | KBS2    |
| 2011      | «Аромат жінки»                          | Кан Чіук                                       | SBS     |
| 2012      | «Дика романтика»                        | Пак Муйоль                                     | KBS2    |
| 2013      | «Чосонський втікач»                     | Чхве Вон                                       | KBS2    |
| 2014      | «Історія Кангу»                         | Кім Кьонте                                     | SBS     |
| 2014      | «Королівський готель»                   | Ча Чеван                                       | MBC     |
| 2014      | «Людина-лезо»                           | Чу Хонбін                                      | KBS2    |
| 2015      | «Жуйка»                                 | Пак Ріхван                                     | tvN     |
| 2016–2017 | «Гоблін»                                | Ван Йео / Похмурий жнець                       | tvN     |
| 2017      | «Любов це…»                             | Лі Донук                                       | OnStyle |
| 2018      | «Життя»                                 | Йо Чінву                                       | JTBC    |
| 2019      | «Доторкнися твого серця»                | Квон Джонрок                                   | tvN     |
| 2020      | «Легенда про Куміхо»                    | Лі Йон                                         | tvN     |
| 2021      | «Поганий і божевільний»                 | Рю Суйоль                                      | tvN     |
| 2023      | «Легенда про дев'ятихвостого лиса» 1938 | Лі Йон                                         | tvN     |
| 2023      | «Самотні в Сеулі»                       | Пак Йон Хо                                     |         |
| 2023      | «Крамниця для вбивць»                   | Юн Джи Ман                                     | Disney+ |

### Фільми
| Рік  | Назва                         | Роль        |
| ---- | ----------------------------- | ----------- |
| 2006 | «Аран»                        | Лі Хьон Кі  |
| 2007 | «Ідеальна пара»               | Кан Че Хьок |
| 2008 | «Бібліотека розбитих сердець» | Кім Чун О   |
| 2010 | «Рецепт»                      | Кім Хьон Су |
| 2015 | «Внутрішня краса»             | Кім У Чжін  |
| 2021 | «Попурі на кінець року»       | Йон Чжін    |

### Телешоу
| Рік  | Назва         | Роль                                            | Мережа |
| ---- | ------------- | ----------------------------------------------- | ------ |
| 2019 | Produce X 101 | Ведучий («представник національних продюсерів») | Mnet   |

## Нагороди
| Рік  | Нагорода                                          | Категорія                                                     | Робота                | Результат | Прим.  |
| ---- | ------------------------------------------------- | ------------------------------------------------------------- | --------------------- | --------- | ------ |
| 1999 | Модельна премія V-NESS                            | Головний приз                                                 | Н/Д                   | Перемога  | [ 10 ] |
| 2001 | 9-а Премія найпопулярніших корейських розваг      | Актор нового покоління                                        | Н/Д                   | Перемога  |        |
| 2002 | 10-а Премія найпопулярніших корейських розваг     | Кращий актор телебачення                                      | «Це кохання»          | Перемога  |        |
| 2003 | Премія SBS драма                                  | Нова зірка                                                    | «Земля вина»          | Перемога  | [ 11 ] |
| 2003 | Премія SBS драма                                  | Кращий актор другого плану                                    | «Земля вина»          | Номінація |        |
| 2007 | 1-а Премія Коейських кінозірок                    | Кращий новий актор                                            | «Ідеальна пара»       | Номінація | [ 12 ] |
| 2009 | 23-тя Премія KBS драма                            | Нагорода за майстерність (актор мінісеріалу)                  | «Партнер»             | Номінація | [ 13 ] |
| 2011 | 8-ма Китайська премія краси журналу Cosmopolitan  | Найпривабливіший актор Азії                                   | Н/Д                   | Перемога  | [ 14 ] |
| 2011 | 18-та Південнокорейсько-японська культурна премія | Головний приз у категорії культурна дипломатія                | Н/Д                   | Перемога  | [ 15 ] |
| 2011 | Премія SBS драма                                  | Топ-10 зірок                                                  | «Аромат жінки»        | Перемога  | [ 16 ] |
| 2011 | Премія SBS драма                                  | Нагорода за високу майстерність (актор серіалу вихідного дня) | «Аромат жінки»        | Перемога  | [ 16 ] |
| 2012 | Премія розваг SBS                                 | Кращий новачок у категорії, MC                                | «Сильне серце»        | Перемога  | [ 17 ] |
| 2012 | Премія розваг SBS                                 | Краща пара разом з Сін Дон Йопом                              | «Сильне серце»        | Перемога  | [ 17 ] |
| 2012 | 26-та Премія KBS драма                            | Нагорода за майстерність (актор мінісеріалу)                  | «Дика романтика»      | Номінація | [ 18 ] |
| 2013 | Фешн-премія PC LADY & Tudou                       | Азійська зірка моди                                           | Н/Д                   | Перемога  | [ 19 ] |
| 2013 | 27-ма Премія KBS драма                            | Нагорода за майстерність (актор середньотривалої драми)       | «Втеча в Чосон»       | Номінація | [ 20 ] |
| 2014 | 9-й Азійський модельний фестиваль                 | Нагорода модникам                                             | Н/Д                   | Перемога  | [ 21 ] |
| 2014 | 3-тя Премія «Зірок МААТР»                         | Нагорода за високу майстерність (актор спеціальної драми)     | «Королівський готель» | Номінація | [ 22 ] |
| 2014 | Премія MBC драма                                  | Нагорода за високу майстерність (актор спеціальної драми)     | «Королівський готель» | Номінація | [ 23 ] |
| 2017 | 5-та Щорічна премія DramaFever                    | Кращий актор другого плану                                    | «Гоблін»              | Перемога  | [ 24 ] |
| 2017 | 10-та Премія корейської драми                     | Нагорода за високу майстерність (актор)                       | «Гоблін»              | Номінація | [ 25 ] |
| 2017 | 3-я Премія модників                               | Глобальна ікона                                               | Н/Д                   | Номінація | [ 26 ] |
| 2018 | 6-та Премія «Зірок МААТР»                         | Нагорода за високу майстерність (актор мінісеріалу)           | «Життя»               | Номінація | [ 27 ] |
| 2018 | 6-та Премія «Зірок МААТР»                         | Нагорода K-Star                                               | «Життя»               | Номінація | [ 27 ] |
| 2018 | Премія Корейської асоціації фешн-фотографів       | Фотогенічна людина року                                       | Н/Д                   | Перемога  | [ 28 ] |